# Зареченское (Краснодарский край)
Зареченское — село в Калининском районе Краснодарского края.
Входит в состав Джумайловского сельского поселения.

## География

### Улицы
- ул. Артельная,
- ул. Заречная,
- ул. Шоссейная.

## Население
| 2002 | 2010 |
| ---- | ---- |
| 270  | ↗314 |